# معرفت‌الروح
کتاب معرفت‌الروح (۱۳۴۸ ش) از تألیفات نظری استاد الهی (نورعلی الهی) (۱۲۷۴–۱۳۵۳ شمسی) محسوب می‌شود و حاصل تحقیقات او در زمینه الهیات و فلسفه و پژوهش در ابعاد گوناگون روح انسان است.
کتاب معرفت‌الروح، به مسائل روح می‌پردازد، مسائلی مانند اثبات وجود روح و بقای آن، و مراحلی که روح در طی مسیر کمال باید طی کند تا به مقصد نهایی خود، یعنی کمال برسد. موضوعات دیگری از جمله وجود خدا، عالم برزخ، معاد و رستاخیز نیز در این کتاب بررسی شده‌است. در مورد هر یک از این مسائل، استاد الهی از دیدگاه‌های مختلف به بحث و استدلال می‌پردازد و تشخیص میزان اعتبار و صحت و سقم هر یک را به خواننده واگذار می‌کند.
در میان هشت فصل کتاب، فصل هفتم از جایگاه خاصی برخوردار است. در این فصل، استاد الهی توضیحاتی دربارهٔ نظریهٔ کلی تکامل و جنبه‌های مختلف سیر کمال روح و نیز شرح تازه‌ای از برزخ و نحوه اقامت روح در آن می‌دهد. در همین بخش، چرخهٔ زندگی‌های متوالی، تحت شرایط حاکم بر سیر کمال روح در این جهان و عالَم بعد مطرح می‌شود.
استاد الهی، با توضیح اصل زندگی‌های متوالی، یکی دیگر از مفاهیم اصلی مشی فکری خود را بیان می‌کند و بر اساس این اصل پاسخ‌هایی در مورد بی‌عدالتی‌های مشهود در جهان ارائه می‌دهد.
در آخرین فصل کتاب، جهت روشن‌تر شدن موضع اصلی پیروان نظریهٔ سیر تکامل و رفع شبهات احتمالی، استاد الهی علل مردود بودن نظریهٔ تناسخ نزد علما و فلاسفه را بیان کرده و تفاوت آن را با نظریهٔ سیر تکامل به دقت شرح می‌دهد.

## ترجمه به زبان‌های دیگر
کتاب معرفت الروح در سال
۲۰۰۱ با نام CONNAISSAMCE DE L'AME توسط کلارا دویل به زبان فرانسه ترجمه شد. سپس در سال ۲۰۰۷ با نام Knowing the spirit توسط جیمز موریس پروفسور در بخش الهیات دانشگاه بوستون، ترجمه شد. او مقدمهٔ کتاب را چنین آغاز می‌کند:
«معرفت‌الروح»، کتابی‌ست دربارهٔ روح ملکوتی و طی مراحل کمال روح، حاوی مطالبی مربوط به هر فرد انسان، و مباحثی شایستهٔ توجه همگان. گفتنی‌های استاد الهی، مؤلف کتاب، در زمینه‌های الهی و عرفانی معمولاً با وضوح و صراحت همراه است. اما سیاق حرفه‌ای و اسلوب رسمی او در تألیف این کتاب منطبق با سنت نگارش پیچیدهٔ فلاسفهٔ اسلامی، عرفانی و الهی‌ست که مخاطبانشان عمدتاً محققان مطلع و فاضل بوده، و بر بسیاری از زمینه‌های سه‌گانهٔ مزبور اشراف داشته‌اند.»
جیمز موریس سپس شرح می‌دهد که چگونه هر فرد می‌تواند با تلاش و تفکر و تعمق، مصادیق تجارب معنوی زندگی خود را در لابلای مطالب کتاب پیدا کند. از دید او، این‌گونه مطالعهٔ فعالانه و مشارکت‌آمیز باعث می‌شود هر کس بتواند بجز آشنایی با مطالب نظری، از مفاهیم عملی گنجانده شده در بطن کتاب نیز بهره‌مند شود.

## دیگر تألیفات
- برهان‌الحق(۱۳۴۲ ش)
- حاشیه بر حق‌الحقایق[۶]